# Sainte-Colombe (Seine-Maritime)
Sainte-Colombe település Franciaországban, Seine-Maritime megyében. Lakosainak száma 222 fő (2022. január 1.). Sainte-Colombe Anglesqueville-la-Bras-Long, Drosay, Ermenouville, Hautot-l’Auvray, Le Mesnil-Durdent és Pleine-Sève községekkel határos.

## Népesség
A település népessége az elmúlt években az alábbi módon változott:
| Lakosok száma | 204  | 210  | 217  | 215  | 218  | 222  | 222  | 222  | 222  |
|               | 2013 | 2015 | 2016 | 2017 | 2018 | 2019 | 2020 | 2021 | 2022 |